# Castillo de Aranda de Moncayo

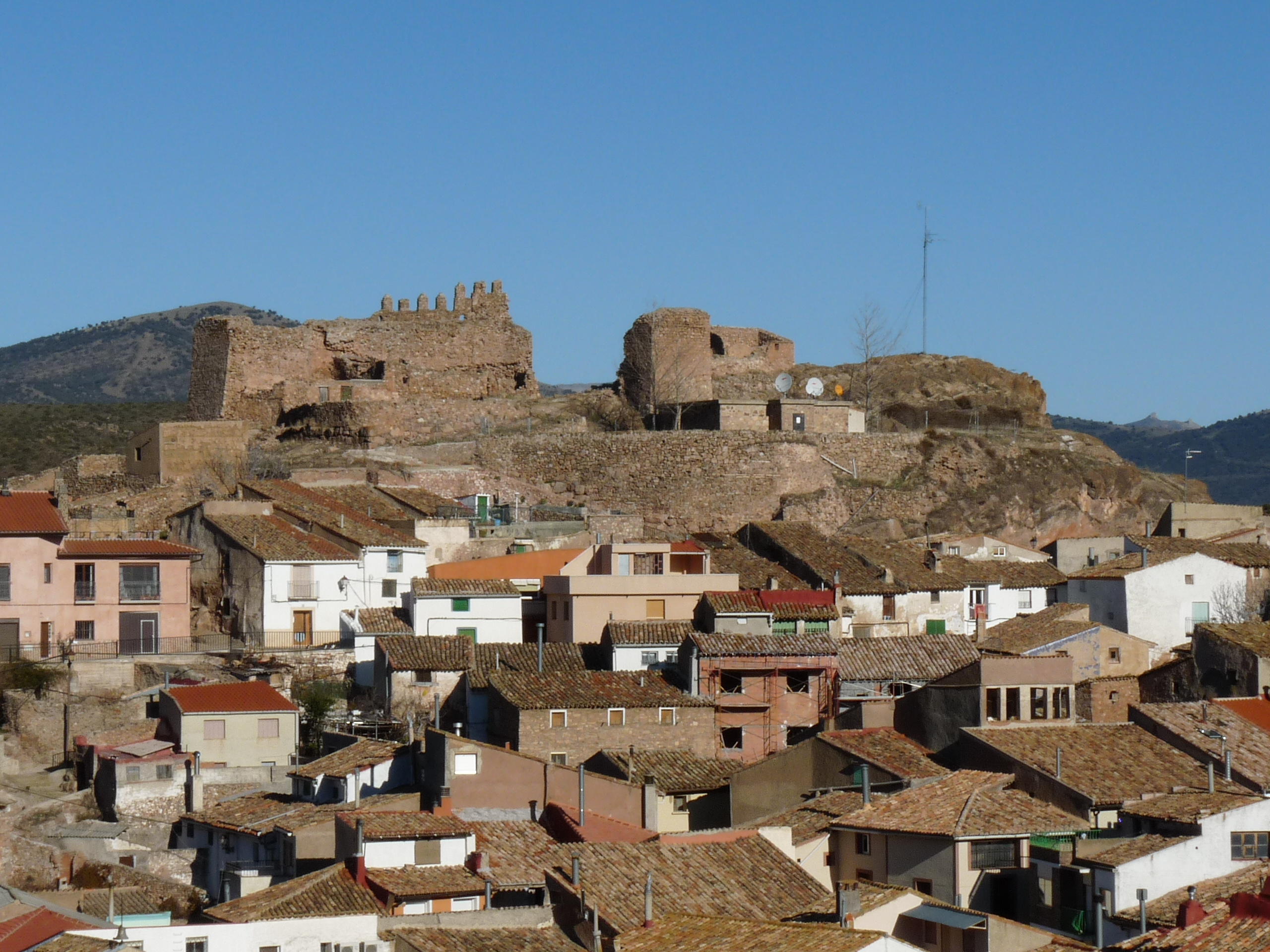
Vista general

El castillo de Aranda de Moncayo es una fortaleza del siglo XII ubicada el municipio zaragozano de Aranda de Moncayo.

## Historia
En Aranda existía un castillo en la época de la dominación musulmana y que servía de punto de control del valle del río Aranda. Tras la reconquista formó parte de la terra regis, siendo la corona la que nombraba a los alcaides. Pero lejos de perder importancia por el avance de la reconquista, con los conflictos castellano-aragoneses del siglo XIV fue cuando obtuvo mayor relevancia. 
Fue tomado en 1362 por Castilla, siendo recuperado poco después. Esta circunstancia hizo que Pedro IV ordenara en 1366 reforzar las defensas a además encomendara la defensa a la Orden de San Jorge de Alfama. 
Tenía como puesto avanzado la Torre del Moro de Malanquilla que le servía como puesto de observación.
En 1373 Era señorío de Toda de Luna quien por testamento lo transmitió a su sobrino Juan Ximénez de Urrea, conde de Aranda.

## Descripción
Se trataba de un castillo de planta poligonal irregular, de unos 30 por 12 metros de eje, construido con piedras irregulares. Tan solo se conservan los restos de una torre de planta cuadra de unos cuatro metros de lado rebajada en altura y aislada de otros restos de muro que forma ángulo y que está rematado con almenas.

## Catalogación
El Castillo de Aranda de Moncayo está incluido dentro de la relación de castillos considerados Bienes de Interés Cultural en virtud de lo dispuesto en la disposición adicional segunda de la Ley 3/1999, de 10 de marzo, del Patrimonio Cultural Aragonés. Este listado fue publicado en el Boletín Oficial de Aragón del día 22 de mayo de 2006.